# Irdeto

Лого Irdeto

Irdeto Access BV, коротка назва Irdeto — приватна компанія, товариство з обмеженою відповідальністю, зареєстроване в Нідерландах. Займається розробкою програмного забезпечення, управлінням та розповсюдженням контенту і комплексних рішень для захисту та монетизації платного ТБ, IPTV і мобільного зв'язку. Має представництва у 25 країнах і дві штаб-квартири, в Hoofddorp недалеко від Амстердама і в Пекіні, Китай. Клієнти Irdeto телевізійні оператори, телефонні компанії, власники та дистриб'ютори контенту і виробники побутової електроніки. Irdeto — дочірня компанія міжнародної медіагрупи Naspers, до складу якої входять і мовники платного телебачення з країн Африки, Європи та Азії.
Irdeto постійно вдосконалює і створює додаткові механізми безпеки та технології щодо запобігання піратства, в тому числі з використанням технологій компаній Cloakware. Irdeto відіграє активну роль у співпраці з владою, поліцією в боротьбі з піратством на ринку платного телебачення.
Продукцією компанії Irdeto є смарт-карти, програмне забезпечення систем умовного доступу для платного ТБ та інше програмне забезпечення для організації та поширення ТБ. Продукти призначені для захисту вмісту, проти нелегального розповсюдження, в різних середовищах, таких як ТВ-мовлення, S-DMB, T-DMB, DVB-H. Крім того, компанія Irdeto виробляє програмні рішення для центрів обробки даних безпеки, схеми підтримки для підприємств і проміжного програмного забезпечення.